# Rutt
En rutt  är en fastlagd färdplan eller färdväg mellan två eller fler punkter. Begreppet används för fartyg men även vid andra transportsätt på land eller i luften. För fartyg består rutten av  positioner där förändring inträffar i färden Start/stopp eller vändpunkter. För biltrafik kan en rutt bestå av en färdväg som följer vissa vägar och gator, samt angivelse av trafikplatser/korsningar där föraren byter mellan dessa.